# Экса-
Экса- или экза- (русское обозначение: Э; международное: E) — одна из приставок, используемых в Международной системе единиц (СИ) для образования наименований и обозначений десятичных кратных единиц. Единица, наименование которой образовано путём присоединения приставки экса к наименованию исходной единицы, получается в результате умножения исходной единицы на число 1018, то есть на один квинтиллион.
В качестве приставки СИ принята XV  Генеральной конференцией по мерам и весам в 1975 году. Наименование происходит от греческого ἕξ, означающего «шесть», поскольку эквивалентна 10006.
Примеры:
- Предел Грайзена — Зацепина — Кузьмина составляет 50 эксаэлектронвольт.
- Эксабайт
- Диаметр галактики Млечный путь примерно равен 1 квинтиллиону метров, что равно 1 эксаметру.